# Amtshaus Syke
Das ehemalige Amtshaus Syke in Syke, Am Amtmannsteich 3 beim Vorwerk Syke und am  Friedeholz, stammt von 1729. Seit 2007 ist hier das Syker Vorwerk – Zentrum für zeitgenössische Kunst. 
Das Gebäude steht unter Denkmalschutz.

## Geschichte

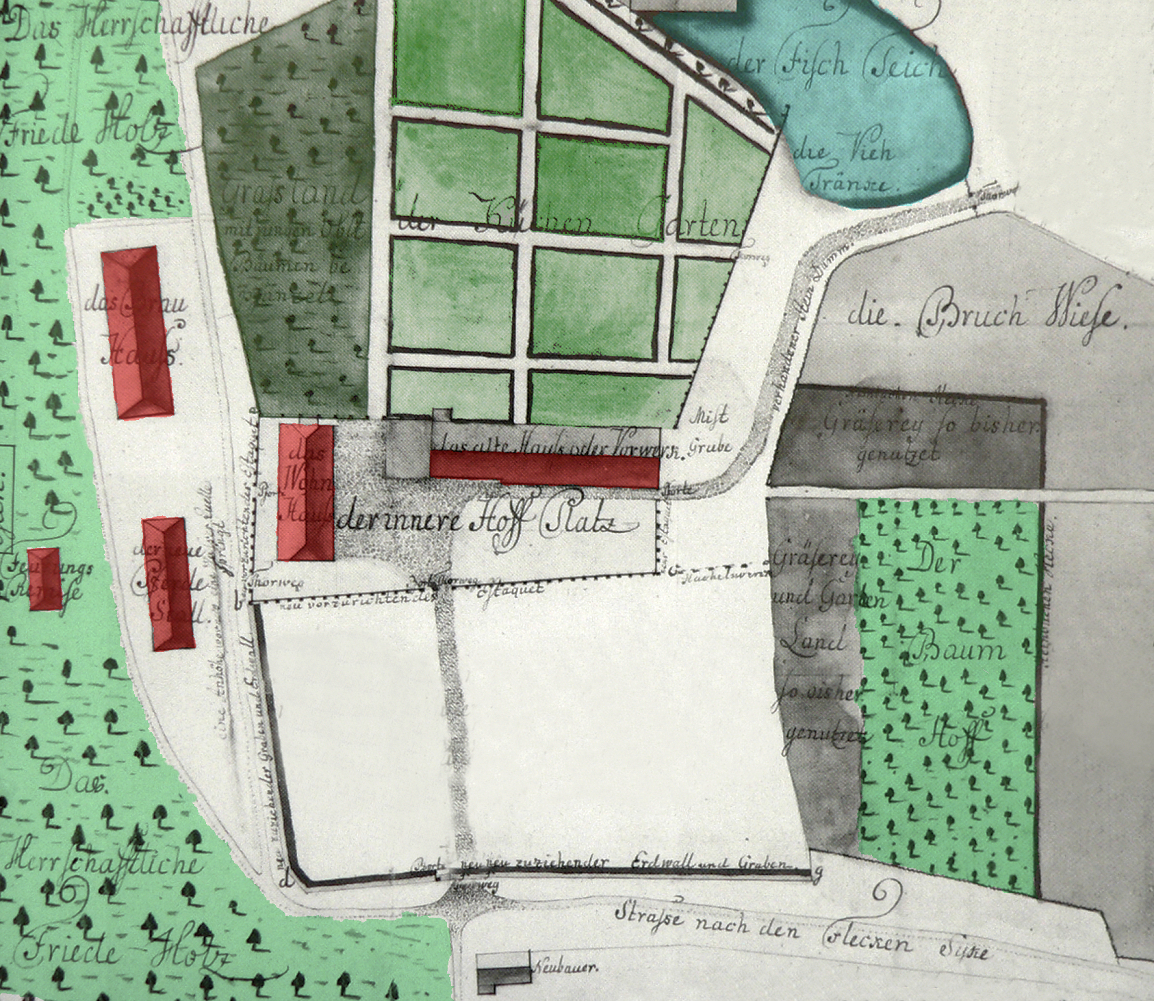
Vorwerk 1792: Rechts das Amtshaus

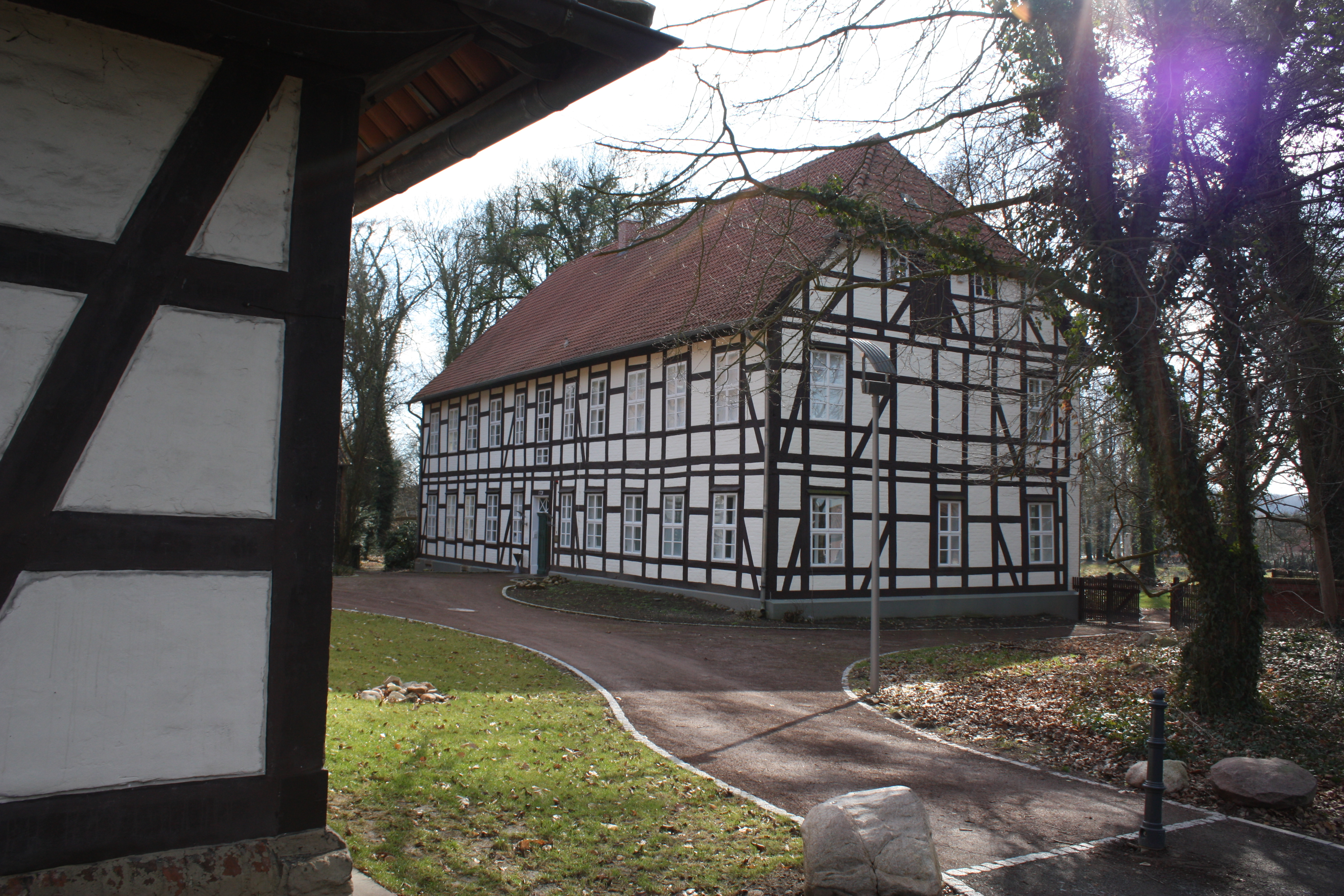
Amtshaus (2009)

Das zweigeschossige verputzte Fachwerkhaus mit einem Krüppelwalmdach wurde 1729 in der Epoche des Barocks als Wohnhaus (auch Beamtenwohnhaus genannt) der Amtmänner des hannoverschen Amtes Syke im Vorwerk Syke gebaut. Weitere Gebäude kamen hinzu (siehe Vorwerk). Als letzter Amtman wohnte hier Hans-Michael Heise.
Das Amtshaus wurde vom Landkreis gekauft und von 1932 bis 2002 vom Landrat und ab 1946 vom Oberkreisdirektor des Landkreises Grafschaft Hoya und später des Landkreises Diepholz bewohnt.
Das Amtshaus und das Kutscherhaus von 1783 übernahm 2002 die Gemeinnützige Stiftung Kreissparkasse Syke. Nach Plänen des Architekten Hans-Jürgen Krohne wurden die Gebäude saniert und umgebaut für das Syker Vorwerk – Zentrum für zeitgenössische Kunst, das 2007 mit einer Ausstellungsfläche von 600 m² eröffnete. Wechselweise finden thematische Gruppen- und Einzelausstellungen statt. In der Sammlung befinden sich Arbeiten des Bildhauers Louis Niebuhr und seiner Frau Beate Zitzlaff (Syke) sowie 60 Bilder des er Künstlers Hans-Albert Walter (Diepholzer, Düsseldorf).

Im Kutscherhaus sind seit 2005 das Bauernhausarchiv der Grafschaften Hoya und Syke und in den Pferdeställe seit 2010 das Magazin der Kunstsammlung.

Das Kunstzentrum veröffentlicht regelmäßig Publikationen zu ihren Ausstellungen (siehe Webseite).